# Heterorhabditis
Heterorhabditis är ett släkte av rundmaskar. Heterorhabditis ingår i familjen Heterorhabditidae.
Heterorhabditis är enda släktet i familjen Heterorhabditidae.
Kladogram enligt Catalogue of Life:
| Heterorhabditis | \| \| Heterorhabditis heliothidis \| \| \| \| \| \| Heterorhabditis zealandica \| \| \| \| |
|                 | \| \| Heterorhabditis heliothidis \| \| \| \| \| \| Heterorhabditis zealandica \| \| \| \| |
|                 | Heterorhabditis heliothidis                                                                |
|                 |                                                                                            |
|                 | Heterorhabditis zealandica                                                                 |
|                 |                                                                                            |